# Herenui
Herenui /heɾenui/ est un prénom féminin d'origine polynésienne.

## Étymologie
Herenui peut se traduire par Grand amour. Il trouve son origine dans l’expression poétique tahitienne Here-nui-atua-o-te-ra’i qui signifie « Grand amour des dieux du ciel » et il en reprend les deux premiers mots here  qui signifie amour et nui qui signifie grand,.

## Histoire
En 2007, les chantiers navals Sunreef Yachts lancent un catamaran à voile de 62 pieds auquel ils donnent le nom de Herenui et qui rencontre un vrai succès commercial
, .